# Litsea ovalis
Litsea ovalis är en lagerväxtart som beskrevs av André Joseph Guillaume Henri Kostermans. Litsea ovalis ingår i släktet Litsea och familjen lagerväxter. Inga underarter finns listade i Catalogue of Life.